# Rhadinaea taeniata
Rhadinaea taeniata — вид змій родини полозових (Colubridae). Ендемік Мексики.

## Підвиди
Виділяють два підвиди:
- Rhadinaea taeniata aemula Bailey, 1940 — гори Південної Сьєрра-Мадре;
- Rhadinaea taeniata taeniata (Peters, 1863) — гори Трансмексиканського вулканічного пояса.

## Поширення і екологія
Rhadinaea taeniata мешкають в горах на півдні Мексики. Вони живуть в первинних і вторинних соснових, сосново-дубових, дубових і ялівцевих лісах, трапляються на полях і пасовищах. Зустрічаються на висоті від 1650 до 2200 м над рівнем моря. Відкладають яйця.